# Selección femenina de fútbol de Angola
La selección femenina de fútbol de Angola representa a Angola en el fútbol femenino internacional y está controlado por la Federación Angoleña de Fútbol. Su mejor lugar en el Ranking de la FIFA fue el 82.º lugar, en diciembre de 2003. A los únicos torneos que clasificaron fueron los Campeonatos Femeninos Africanos de 1995 y 2002, y su mejor resultado fue como semifinalistas en el torneo de 1995.
Angola terminó en el tercer lugar en el Campeonato Africano en 1995, también se clasificó para el Campeonato en 2002, donde venció a Zimbabue y Sudáfrica, pero perdió contra Camerún por un gol. Desde entonces, Angola no se ha clasificado para el campeonato.
Durante la clasificación para los Juegos Olímpicos de 2008, Angola no llegó más allá de la primera ronda, donde perdieron contra Ghana. Sin embargo, llegaron a la final de la Copa COSAFA, donde se encontraron con Sudáfrica, que los venció por 3:1.

## Estadísticas

### Copa Mundial Femenina de Fútbol
| Edición | Resultado               | Posición                | PJ                      | PG                      | PE                      | PP                      | GF                      | GC                      |
| ------- | ----------------------- | ----------------------- | ----------------------- | ----------------------- | ----------------------- | ----------------------- | ----------------------- | ----------------------- |
| 1991    | No existía la selección | No existía la selección | No existía la selección | No existía la selección | No existía la selección | No existía la selección | No existía la selección | No existía la selección |
| 1995    | No participó            | No participó            | No participó            | No participó            | No participó            | No participó            | No participó            | No participó            |
| 1999    | No participó            | No participó            | No participó            | No participó            | No participó            | No participó            | No participó            | No participó            |
| 2003    | No participó            | No participó            | No participó            | No participó            | No participó            | No participó            | No participó            | No participó            |
| 2007    | No clasificó            | No clasificó            | No clasificó            | No clasificó            | No clasificó            | No clasificó            | No clasificó            | No clasificó            |
| 2011    | No clasificó            | No clasificó            | No clasificó            | No clasificó            | No clasificó            | No clasificó            | No clasificó            | No clasificó            |
| 2015    | No participó            | No participó            | No participó            | No participó            | No participó            | No participó            | No participó            | No participó            |
| 2019    | No participó            | No participó            | No participó            | No participó            | No participó            | No participó            | No participó            | No participó            |
| 2023    | No clasificó            | No clasificó            | No clasificó            | No clasificó            | No clasificó            | No clasificó            | No clasificó            | No clasificó            |
| 2027    | Por disputarse          | Por disputarse          | Por disputarse          | Por disputarse          | Por disputarse          | Por disputarse          | Por disputarse          | Por disputarse          |
| Total   | 0/9                     | -                       | -                       | -                       | -                       | -                       | -                       | -                       |

### Copa Femenina Africana de Naciones
| Edición | Resultado                                  | Posición                                   | PJ                                         | PG                                         | PE                                         | PP                                         | GF                                         | GC                                         |
| ------- | ------------------------------------------ | ------------------------------------------ | ------------------------------------------ | ------------------------------------------ | ------------------------------------------ | ------------------------------------------ | ------------------------------------------ | ------------------------------------------ |
| 1991    | No existía la selección                    | No existía la selección                    | No existía la selección                    | No existía la selección                    | No existía la selección                    | No existía la selección                    | No existía la selección                    | No existía la selección                    |
| 1995    | Semifinal                                  | 3.º                                        | 2                                          | 0                                          | 1                                          | 1                                          | 4                                          | 6                                          |
| 1998    | No participó                               | No participó                               | No participó                               | No participó                               | No participó                               | No participó                               | No participó                               | No participó                               |
| 2000    | No participó                               | No participó                               | No participó                               | No participó                               | No participó                               | No participó                               | No participó                               | No participó                               |
| 2002    | Fase de grupos                             | 6.º                                        | 3                                          | 0                                          | 2                                          | 1                                          | 2                                          | 3                                          |
| 2004    | No participó                               | No participó                               | No participó                               | No participó                               | No participó                               | No participó                               | No participó                               | No participó                               |
| 2006    | No clasificó                               | No clasificó                               | No clasificó                               | No clasificó                               | No clasificó                               | No clasificó                               | No clasificó                               | No clasificó                               |
| 2008    | No participó                               | No participó                               | No participó                               | No participó                               | No participó                               | No participó                               | No participó                               | No participó                               |
| 2010    | No clasificó                               | No clasificó                               | No clasificó                               | No clasificó                               | No clasificó                               | No clasificó                               | No clasificó                               | No clasificó                               |
| 2012    | No participó                               | No participó                               | No participó                               | No participó                               | No participó                               | No participó                               | No participó                               | No participó                               |
| 2014    | No participó                               | No participó                               | No participó                               | No participó                               | No participó                               | No participó                               | No participó                               | No participó                               |
| 2016    | No participó                               | No participó                               | No participó                               | No participó                               | No participó                               | No participó                               | No participó                               | No participó                               |
| 2018    | No participó                               | No participó                               | No participó                               | No participó                               | No participó                               | No participó                               | No participó                               | No participó                               |
| 2020    | Cancelado debido a la pandemia de COVID-19 | Cancelado debido a la pandemia de COVID-19 | Cancelado debido a la pandemia de COVID-19 | Cancelado debido a la pandemia de COVID-19 | Cancelado debido a la pandemia de COVID-19 | Cancelado debido a la pandemia de COVID-19 | Cancelado debido a la pandemia de COVID-19 | Cancelado debido a la pandemia de COVID-19 |
| 2022    | No clasificó                               | No clasificó                               | No clasificó                               | No clasificó                               | No clasificó                               | No clasificó                               | No clasificó                               | No clasificó                               |
| 2024    | No clasificó                               | No clasificó                               | No clasificó                               | No clasificó                               | No clasificó                               | No clasificó                               | No clasificó                               | No clasificó                               |
| Total   | 2/13                                       | 17.º                                       | 5                                          | 0                                          | 3                                          | 2                                          | 6                                          | 9                                          |

## Últimos y próximos encuentros
Actualizado al último partido jugado el 5 de diciembre de 2023
| Fecha      | Ciudad        | Local  | Resultado | Visitante  | Competición                    |
| ---------- | ------------- | ------ | --------- | ---------- | ------------------------------ |
| 05-10-2023 | Pretoria      | Angola | 5:0       | Comoras    | Copa COSAFA Femenina 2023      |
| 08-10-2023 | Johannesburgo | Zambia | 3:1       | Angola     | Copa COSAFA Femenina 2023      |
| 10-10-2023 | Johannesburgo | Angola | 0:1       | Mozambique | Copa COSAFA Femenina 2023      |
| 29-11-2023 | Luanda        | Angola | 0:6       | Zambia     | Clas. Campeonato Femenino 2024 |
| 05-12-2023 | Lusaka        | Zambia | 6:0       | Angola     | Clas. Campeonato Femenino 2024 |